# Miss Montenegro

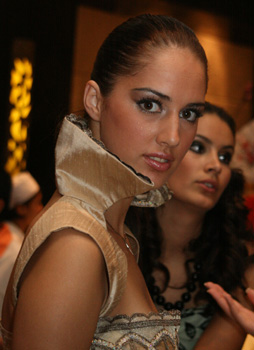
Marija Ćirović, Miss Montenegro 2007

Miss Montenegro (em montenegrês: Mis Crne Gore) é um concurso de beleza feminino de âmbito nacional realizado anualmente que visa eleger a representante oficial do País nos concursos de Miss Universo, Miss Mundo e Miss Terra. O concurso é coordenado pela jornalista, empresária e diretora Vesna de Vinča. Montenegro declarou sua independência da Rússia em 2006, um ano depois estrou nos certames internacionais. Entretanto, nunca ganhou ou sequer ficou entre as semifinalistas dos três principais concursos. A única menção à seu nome veio em 2011 quando Nikolina Lončar foi eleita Miss Simpatia no Miss Universo realizado em São Paulo, Brasil.

## Vencedoras

### Miss Universo
| Ano  | Vencedora          | Divisão   | Classificação |
| 2007 | Snežana Bušković   | Podgorica |               |
| 2008 | Daša Živković      | Nikšić    |               |
| 2009 | Anja Jovanović     | Podgorica |               |
| 2011 | Nikolina Lončar    | Pljevlja  |               |
| 2012 | Andrea Radonjić    | Podgorica |               |
| 2013 | Nikoleta Jovanović | Bar       |               |
| 2014 | Nataša Elvicovič   | Pljevlja  |               |
| 2015 | Maja Čukić         | Podgorica |               |
| 2016 | Katarina Keković   | Podgorica |               |

### Prêmios Especiais
- Miss Simpatia: Nikolina Lončar (2011)

## Ligações Externas
- Site Oficial do Miss Universo
- Site Oficial do Miss Montenegro